# Санта Джустина
Са̀нта Джустѝна (на италиански: Santa Giustina; на венециански: Santa Justina, Санта Юстина) е градче и община в Северна Италия, провинция Белуно, регион Венето. Разположено е на 306 m надморска височина. Населението на общината е 6718 души (към 2013 г.).